# Porphobilinogen
Porphobilinogen (PBG) ist eine Vorstufe des Häm in der Porphyrinsynthese und stellt einen bedeutenden Baustein zum biosynthetischen Aufbau von Porphyrinen, Hydroporphyrinen und Corrinen dar. Es wird gebildet aus zwei Molekülen 5-Aminolävulinsäure (ALA) unter Abspaltung von Wasser, das katalysierende Enzym ist hier die δ-Aminolävulinsäure-Dehydratase:
Vier Moleküle PBG werden im nächsten Schritt mittels Porphobilinogen-Deaminase zu Hydroxymethylbilan polymerisiert.
Porphobilinogen kann im Falle von Porphyrie im Urin nachgewiesen werden. Blei hemmt die δ-Aminolävulinsäure-Dehydratase, weshalb ein erhöhter Spiegel von ALA in Harn und Blut auf eine Bleivergiftung hinweist.